# 天津玉皇阁
玉皇阁是天津市的著名道教宮觀，坐落于南开区東門外宮北，瀕臨三岔河口，向東毗鄰望海寺，距離另一座道教宮觀天后宮僅半里有餘。该建筑目前是天津市文物保护单位和特殊保护等级历史风貌建筑。

## 历史沿革
始建年代失考，現據考証玉皇閣于明朝宣德二年（1427年）重建，後經明弘治二年（1489年），萬曆五年（1577年），清朝康熙四十年（1701年），咸豐七年（1857年），光緒十六年（1890年）皆進行過大規模的修繕，小修每數年一次。玉皇閣建築群整體規模龐大，背靠宮北大街，面朝海河三岔河口，由東向西依次建有旗杆、牌樓、山門、前殿、八卦亭、清虛閣、北斗樓、南斗樓及三清殿等建築組成，今僅存清虛閣。
清末天津的社會動蕩和戰亂對玉皇閣造成災難性破壞。中华人民共和国成立後，1954年玉皇閣被列爲天津市文物保護單位。1965年曾對玉皇閣的頂層進行維修，但投入非常有限。2003年天津政府爲配合海河綜合開發改造工程而拆遷海河兩岸的舊城區，玉皇閣建築群僅存的清虛閣隨之顯露，文物保護管理部門予以全面整修。有專家認爲不久的將來，它會再成爲海河岸邊重要的道教活動場所。

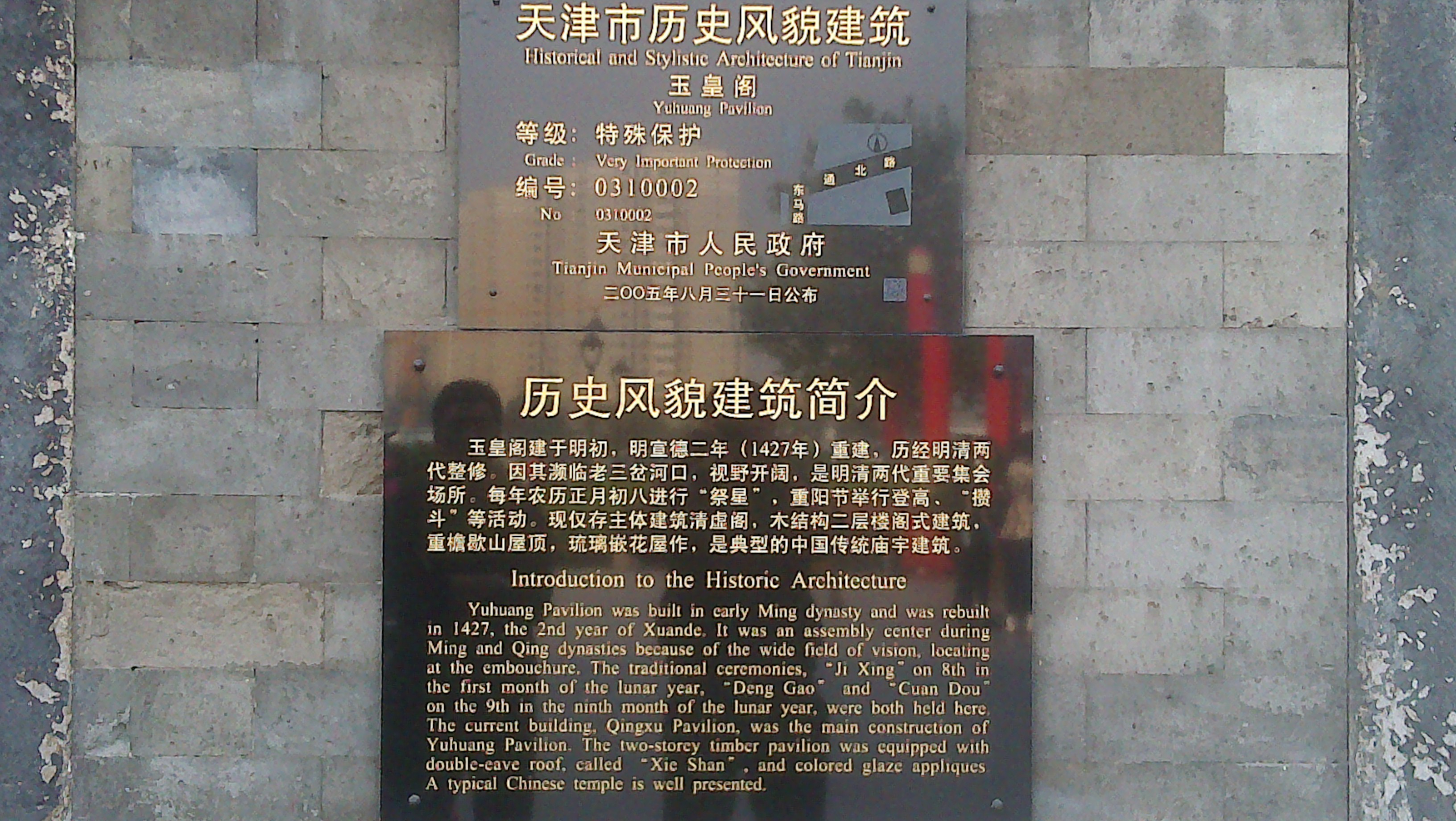
天津衛 天津玉皇閣 玉皇閣 標識簡介

## 建筑布局
牌樓爲四柱三間式，前額書“惟天爲大”匾額；背額書“旻天聖主”之匾。
山門是玉皇閣之大門，磚券結構，面闊三間（15米），進深一間（6米），券門上高懸“玉皇閣”三字之匾，背後書“咸豐七年中秋重建”字樣。
山門左方有鼓樓，匾額曰“鳴鼍”，道士皆居住于此。大祭之時節，按規定鳴鼓。旁爲財神殿，供奉財神趙公明。山門右爲鐘樓 (東亞)，懸匾額曰“雊雉”。旁爲灶君殿，供奉灶君。
前殿爲穿堂殿，前門額懸“大哉乾之”及“光緒三年五月谷旦武雲章敬書”匾額。武雲章為晚清之際津門知名書法家，楊柳青鎮人，與華世奎、趙之禮等書法大家齊名。後門額懸“聖稱無極”及“光緒辛卯春王恩重敬書”之匾。其他還有“合元垂耀”等匾額。
最後是正殿，門匾額上寫“三官殿”落款“光緒辛卯五月穀旦邵瑞澄敬書”，即現存之清虛閣，它是玉皇閣的主體建築。正殿前面的樓上“清虛閣”，下方又有“群生父”、“萬霊師”、“應元府”三個匾額。殿頂施黃琉璃瓦，輔以綠色剪邊，四條戗脊置神形各異的小獸。殿內之正面安放著九天爺（即三官大帝）的神體，此三神稱爲天官、地官、水官，就是主管天、地、水之神。殿內右方供奉真武大帝像，左方爲火神爺祝融像，左右兩方又共有八尊神像，是真武、火神的護衛神。此外，殿內有“切奠蒼生”“光緒辛巳五月鏡波邵瑞澄書”之匾額，以及寫有“萬天帝主金闕至尊穹蒼聖主玉皇大天尊玄穹高上帝”和“九天應元府無上玉清九天應元雷聲普化天尊”的牌位。殿外設有“燒灶”，一般參拜者見到有文字的紙，都會拾起放入此灶內焚燒。殿前有一石碑，上寫“重建玉皇閣”。
正殿的右側又有一座名城為“璇玑府”的大殿，殿內供奉著八仙中之呂祖，為救世之神。

## 民俗活动
舊時的玉皇閣與天后宮一帶，是天津市最主要的民俗活動區，主要活動是“祭星”、“攢斗”。玉皇大帝誕辰之日爲農曆正月初九日，相傳前一日天上全星皆會下凡。因此每年農曆正月初八，善男信女都要到玉皇閣祭星求順。
攢斗則是舊時玉皇閣在每年農曆九月初九日都要舉行的重要活動之一，其內容是爲斗姆元君祝壽，並由道士將信衆送的香一層層地堆壘成狀似寶塔的圓形高柱，放置在院內的鐵香爐座上，此之謂“攢斗”。“斗”即是香柱，亦稱“香斗”。香斗點燃時，火光閃閃，煙雲缭繞，香氣四溢。清乾隆四年版《天津縣志》卷八載：「九月九日重陽節……諸道觀禮北斗，攢斗高丈余，焚之歷晝夜。」清《津門雜記》則用“氤氲馥郁，芳騰數里”來描述燃香時熱鬧的情景。
又天津土民對九天爺的信仰最爲深厚。據傳在光緒二十九年（1903年）天津周邊發生了旱災，當時的直隸總督袁世凱曾率領天津地方的文武官員親詣此閣，祈禱此神有效驗，並在每年九月九日，舉行大祭。每月初一十五土民前來參拜的也不在少數。
因爲天津無山川，所以人們九月九重陽節都會到此登高，臨河遠眺，海河、三岔河口和東岸景色盡收眼底。清代魯之裕在《玉皇閣》詩曰：“直在雲霄上，蓬瀛望可通，萬帆風彙舞，一鏡水涵空”。“重陽節，以東門外玉皇閣登高處，士女咸集。”